# It Sounds Like
It Sounds Like je kompilační album kanadského interpreta elektronické taneční hudby, Deadmau5e. Obsahuje jeho nejlepší singly z období roků 2006 - 2009.

## Senam skladeb
| Pořadí         | Název                                 | Délka   |
| -------------- | ------------------------------------- | ------- |
| 1.             | I Remember (Instrumental) (s Kaskade) | 9:57    |
| 2.             | Ghosts 'n' Stuff                      | 6:10    |
| 3.             | Faxing Berlin                         | 8:38    |
| 4.             | Bye Friend!                           | 5:40    |
| 5.             | Alone with You                        | 8:12    |
| 6.             | Complications                         | 9:51    |
| 7.             | Hi Friend! (Instrumental)             | 6:34    |
| 8.             | Everything Before                     | 6:35    |
| 9.             | Everything After                      | 6:07    |
| 10.            | Jaded                                 | 8:50    |
| 11.            | Not Exactly                           | 9:13    |
| 12.            | Secondary Complications               | 10:51   |
| 13.            | We Fail                               | 6:31    |
| 14.            | Arguru (EDX's 5un5hine Remix)         | 7:12    |
| 15.            | Clockwork                             | 6:41    |
| 16.            | Slip                                  | 7:43    |
| 17.            | Some Kind of Blue                     | 7:59    |
| 18.            | "I Remember (Vocal Mix) (s Kaskade)   | 9:59    |
| 19.            | Hi Friend! (feat. MC Flipside)        | 6:34    |
| Celková délka: | Celková délka:                        | 2:28:38 |